# Pijaos
Los pijaos son un conjunto de pueblos indígenas originarios del Tolima y otros territorios aledaños en Colombia.
En tiempos precolombinos poblaron la Cordillera Central de los Andes entre los nevados del Huila, del Quindío y del Tolima; el valle alto del río Magdalena y el alto Valle del Cauca en la actual Colombia. Los pijaos no llegaron a formar estado centralizado, manteniéndose como pueblos federados.

## Información básica y datos antropológicos

### Belicosidad
Los cronistas de la invasión, como Fray Pedro Simón, Juan López de Velasco, Juan Rodríguez Freyle y Antonio de Herrera, sostenían que los pijaos eran «caribes», puesto que así se designaba en aquella época no solamente a los pueblos caribes o caras, sino también a otras sociedades indígenas belicosas de carácter expansionista.
La gran extensión que alcanzaron esos pueblos y el mestizaje con otras poblaciones locales hicieron surgir diferencias culturales muy marcadas entre los caribes de una zona y otra, de acuerdo a las adaptaciones adquiridas y contactos con otras etnias. Los pijaos muestran una indudable influencia de pueblos caribes que habrían usado como vías principales de penetración la del río Magdalena y la del río Orinoco. Por el Magdalena entraron los de linaje ambigues, muizes, colimas, panches, quimbayas, putimanes y paniquitaes.
A principios del siglo XVII, los pijaos, al igual que los tolima, desafiaron al gobierno colonial de España en una rebelión a gran escala.
Aunque algunos cronistas de la colonia los califican también como «caribes», dicho término se aplicaba con bastante imprecisión a cualquier pueblo belicoso del norte de los Andes que no se sometiera a la administración española. Los pijaos, al ser belicosos como otras diversas etnias caribes de los siglos XIV a XVI, fueron llamados «caribes» por algunos historiadores.
Los pijaos y los andaquíes opusieron una formidable resistencia a los colonizadores por más de dos siglos. Más de cuatrocientos conquistadores españoles y cuarenta mil indios de tribus aliadas a ellos murieron en combate contra estos. Muchas expediciones fueron enviadas a sojuzgarlos pero fueron desbaratadas por los pijaos y los andaquíes.

### Apariencia
Dentro de su estética corporal era común la modificación de su cráneo con tablillas ortopédicas que usaban desde neonatos en la región occipital y frontal que les daba un aspecto de ferocidad, y los asimilaba con los Tumaco, al tener ambos figuras de arcilla que denotan similares rasgos faciales: la deformación craneal.También modificaban la forma de sus extremidades superiores e inferiores con el uso ajustado de pitas (cuerdas de fibras entrelazadas). Se ponían brazaletes de colores, cambiaban el aspecto de su nariz con la fractura del tabique nasal, además la perforaban igual que el lóbulo de la oreja para el uso de decorados adornos de oro emblemáticos. Llamaban balaca a sus adornos corporales. Usaban coronas de diversos materiales, máscaras, diademas de plumas, brazaletes, narigueras u otros pendientes. Pintaban sus cuerpos en actos comunitarios de rojo con el tinte de bija.

### Nombre
Escribe Fray Pedro Simón de los pijaos y su nombre: Ambiguexs significa Brujos o Bipxaus que así les decían a estas gentes los Paeces, quienes actualmente los conocen como Pi'pyshavy (pi'pxsxavx). Estos guerreros que dominaban extensos territorios de lo que hoy es el Departamento del Tolima en Colombia tenían como actividad económica comercial el cultivo del tabaco (tenú) al cual daban distintos usos y comerciaban en preparaciones medicinales llamadas ambi o a manera de cigarro para la fuma. Penetró este comercio buena parte de América hasta encontrar su nombre en regiones donde el cultivo de esta planta no era posible así pues:
Los quechuas llamaban ampi a la medicina o al veneno.
Los Tupíes llamaban amby al mucílago elaborado a partir del tabaco. (Martius).
Los Tupí-guaraní llaman ambiu al unto jugo o extracto de tabaco (Jover).

## Aspectos sociales

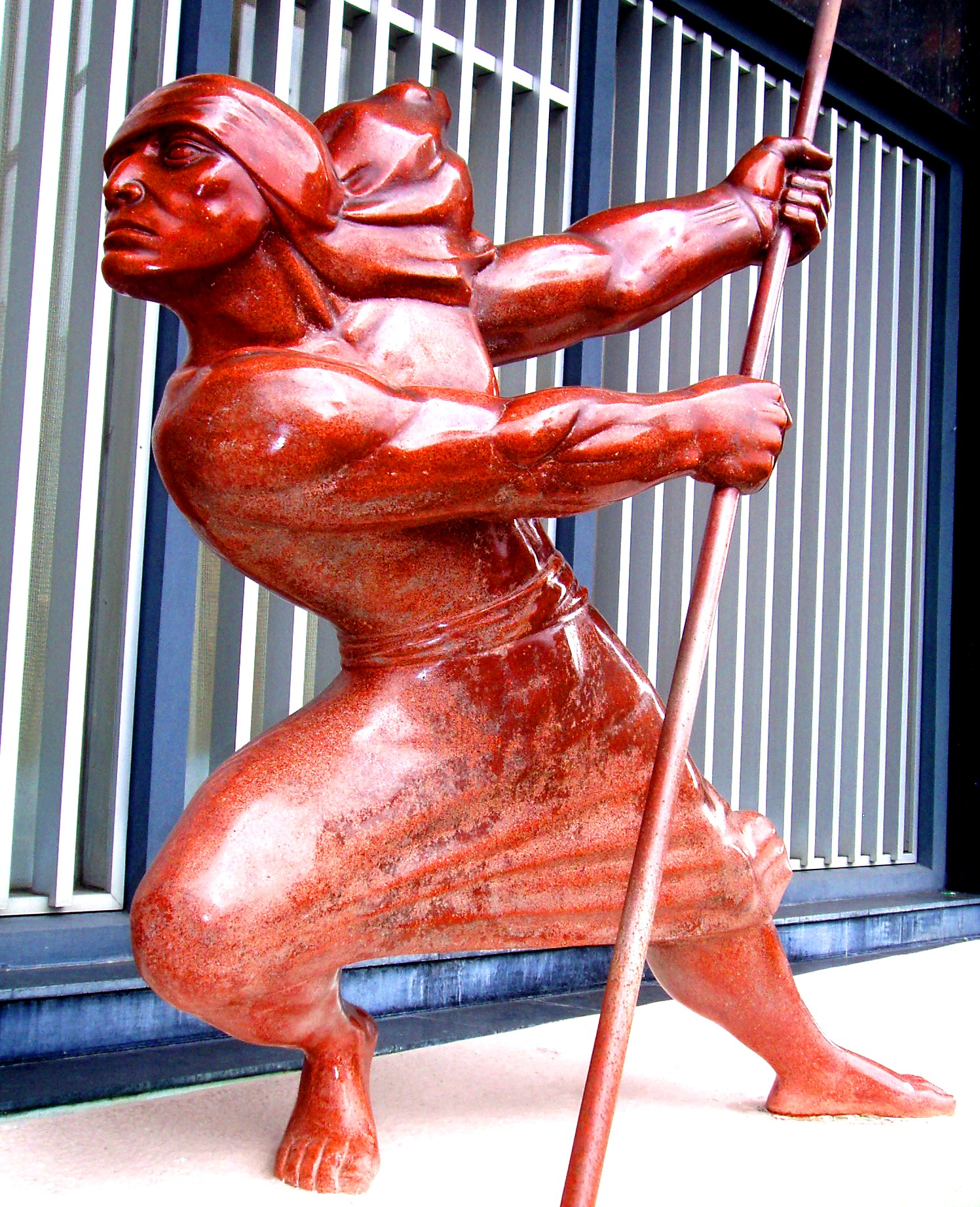
Navegante pijao (en mármol rojo).

Los pijaos estaban organizados como sociedades de jefatura. Sus poblados eran de bahareque y las casas estaban apartadas unas de otras.
Su agricultura cosechaba en las cordilleras papas, arracachas, frijol, uchuvas, entre otras. En las zonas más cálidas, maíz, yuca, coca, tabaco, algodón, cacao, ají, achiras, aguacates, ahuyama, guayabas, mameyes. Eran diestros en la domesticación de animales. Mantenían en sus comunidades diferentes especies de mamíferos acuáticos, aves y primates, estos últimos utilizados en la recolección de frutos de la selva y raciones de huevos; utilizaban como animales de rastreo a zorros y pastoreaban con intención de caza venados, chigüiros y otros animales de sabana. En sus bahareka los dormitorios los formaban hileras de hamacas que les servían como cama o cunas; estas estaban tejidas en telar con fibras de algodón. Llamaban a su cocina barbacoa, un mesón de madera cubierto por tierra donde asaban y cocinaban sus alimentos, generalmente ubicadas en construcciones anexas y para el trabajo de la comunidad llamadas caney.
Eran muy hábiles nadadores, relatan que estas gentes fácilmente cruzaban el río Magdalena llevando sobre sus hombros carga o prisioneros. Sus teguas tenían amplios conocimientos de farmacología a partir del uso de las sustancias naturales.
Llamaban «tata» a sus ancestros de linaje o abuelos, como en Tatacoa nombre dado por estos cacicazgos a un área desértica rica en fósiles de todo tipo en los departamentos de Huila y Tolima, en Colombia. Llamaban «mohán» o «chamán» a sus sacerdotes y «tegua» a sus curanderos o médicos, siendo estos roles distintos dentro de sus sociedad.

## Aspectos religiosos

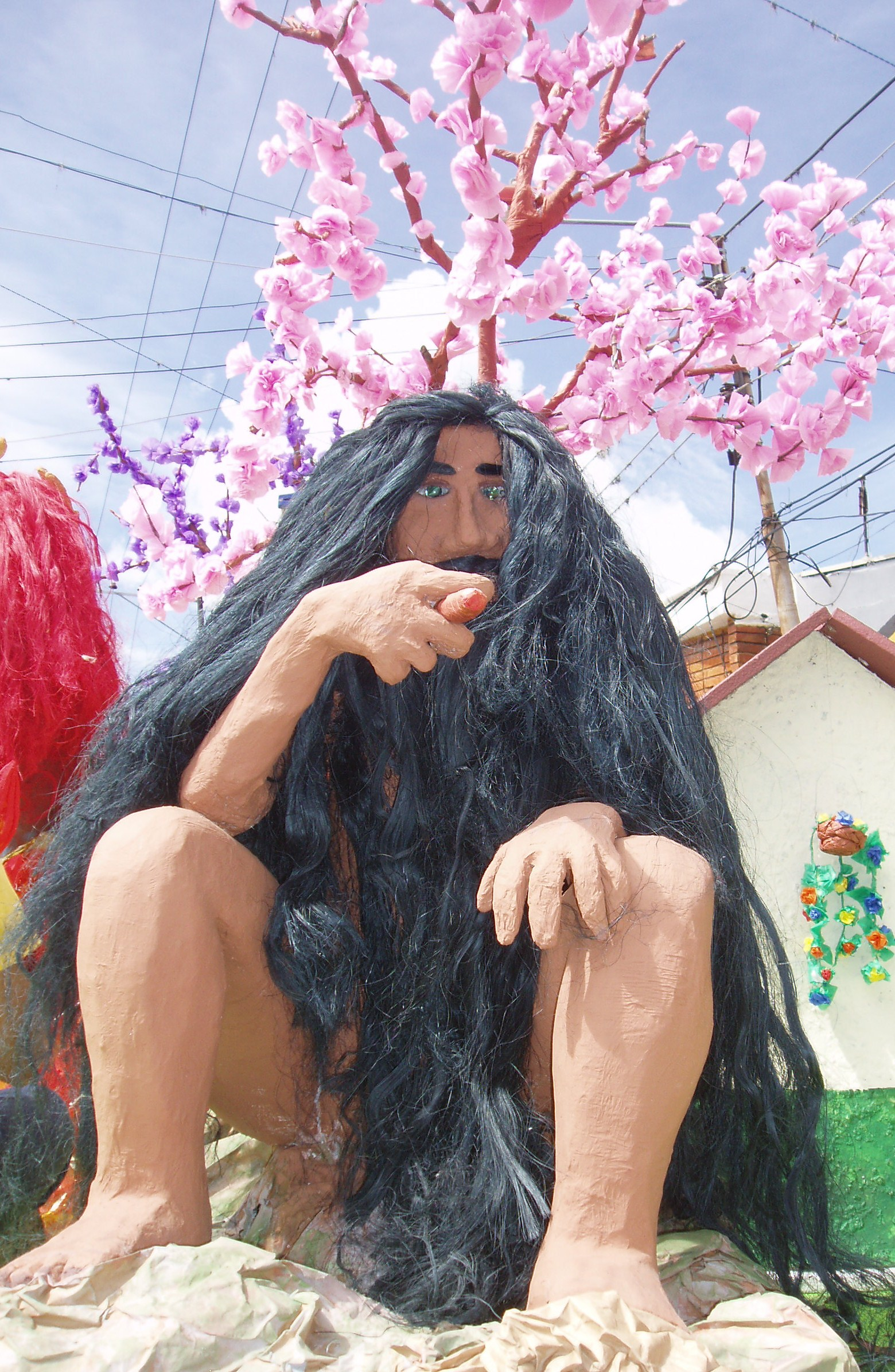
Mohán.

Estos y otros pueblos prehispánicos encontraban sagrados y mágicos muchos elementos naturales: astros, eventos meteorológicos, fuentes de agua, seres vivos, vegetales, minerales y su propia existencia, practicaban una forma de animismo en donde todo forma parte una sola unidad divina (monoteísmo). Pensaban que las acciones del hombre afectaban esta unidad divina y para mantener tan delicado equilibrio realizaban variadas formas rituales. Hacían representaciones o ídolos en oro, cerámica o troncos de madera de estos elementos mágicos que adornaban con dardos o lanzas, los pintaban de distintos colores y procuraban que fueran propicios con ofrendas de distintos elementos, desde sangre humana hasta bebidas de chicha de diferentes ingredientes. Sus ceremonias sagradas eran precedidas del ayuno de sus sacerdotes, a los que llamaban mohanes.

## Aspectos fúnebres
El mundo aborigen americano concebía la vida y la muerte como una continuidad. Mientras que en la mayor parte de las culturas colombianas se busca la forma más rápida para alejar de la vista el cadáver, en esta cultura ocurre lo contrario, pues lo mantienen activo en la vida social durante varios días. Por esta razón los indígenas continuaron dedicándose a la momificación, contraviniendo disposiciones españolas relativas a las prácticas rituales.
Las momias de los caciques muiscas se llevaron siempre en andas para ser vistas en las fiestas y guerras, en representación de su pueblo peregrino y español
En las vertiente media del río Magdalena, al occidente del departamento de Boyacá, Cundinamarca y Santander es donde se han encontrado más momias, prehispánicas y post hispánicas.
Los indígenas antiguos momificaban los cuerpos de las personas principales, como los caciques y los mohánes. En vida estas personas tenían el conocimiento y la facultad de comunicarse con la esfera de lo sobrenatural, eran el puente entre el común de las gentes y los seres superiores. Así que cuando los cuerpos de estas personas se momificaban, se convertían en santuarios a donde luego concurrían los miembros de la sociedad para rendirles culto.

## Aspectos artísticos
Los jeroglíficos, petrografías o petroglifos son una de las muestras más ricas del arte pijao, ubicados en algunos casos en lugares inaccesibles y en toda la geografía de Colombia. La característica más importante de estos es el labrado de la piedra con el uso de cincel, que la hace única frente a otros como los de los Chibchas que utilizaban para este propósito pinturas de origen mineral o vegetal. Dentro de los más destacados están «La marcada» en el río Recio cerca del municipio del Líbano (Tolima); en «El Abrigo de Perico» Honda (Tolima); «La Piedra de Aipe» (en el Huila); en Timaná (Huila); «El valle de Moscopan» (en La Plata (Huila)); Los del río Cucuana y Valle de San Juan Tolima; Los del Darién en el municipio de Cunday; en Tocaima con «El Ambucal», «El Chulo» y «La Ruidosa»; en mesas del Colegio los de «La Argentina»; en Valle del Cauca los de «Aguasucia» y «Los Limones»; En Fusagasugá «Los de Anacutá» y «Chinauta», estos últimos de origen pijao.
El ícono pijao más relevante y presente en todas las obras artísticas de estas gente es la representación del hombre (Ka) y expresada tanto en los petrografías como en su orfebrería y cerámica; ésta, dependiendo del cacicazgo al que perteneciera, presentaba leves variaciones, pero en general, de formas planimétricas escuetas y estilizadas con extrema austeridad constituyen una garantía de identificación.
Eran expertos en la metalurgia del oro para la fabricación de objetos y prendas de vestir, muestras de esto lo son el oro de las culturas Tolima, Quimbaya, Calima y Cauca Usaban técnicas de: cera perdida, laminado, filigrana y otros métodos para hacer sus balacas y en algunos elementos para el uso ceremonial como poporos.

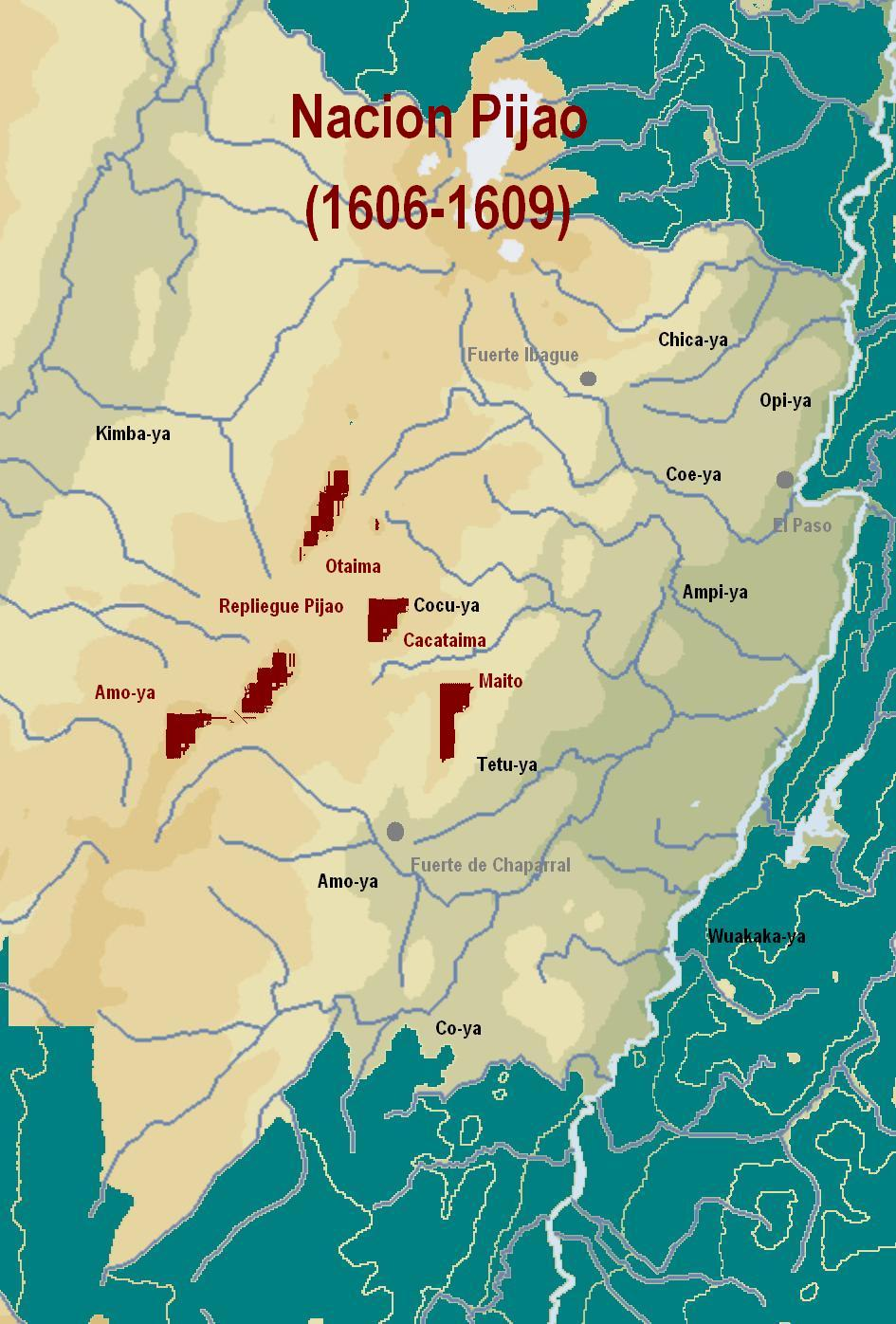
Territorio Pijao (1606-1609).

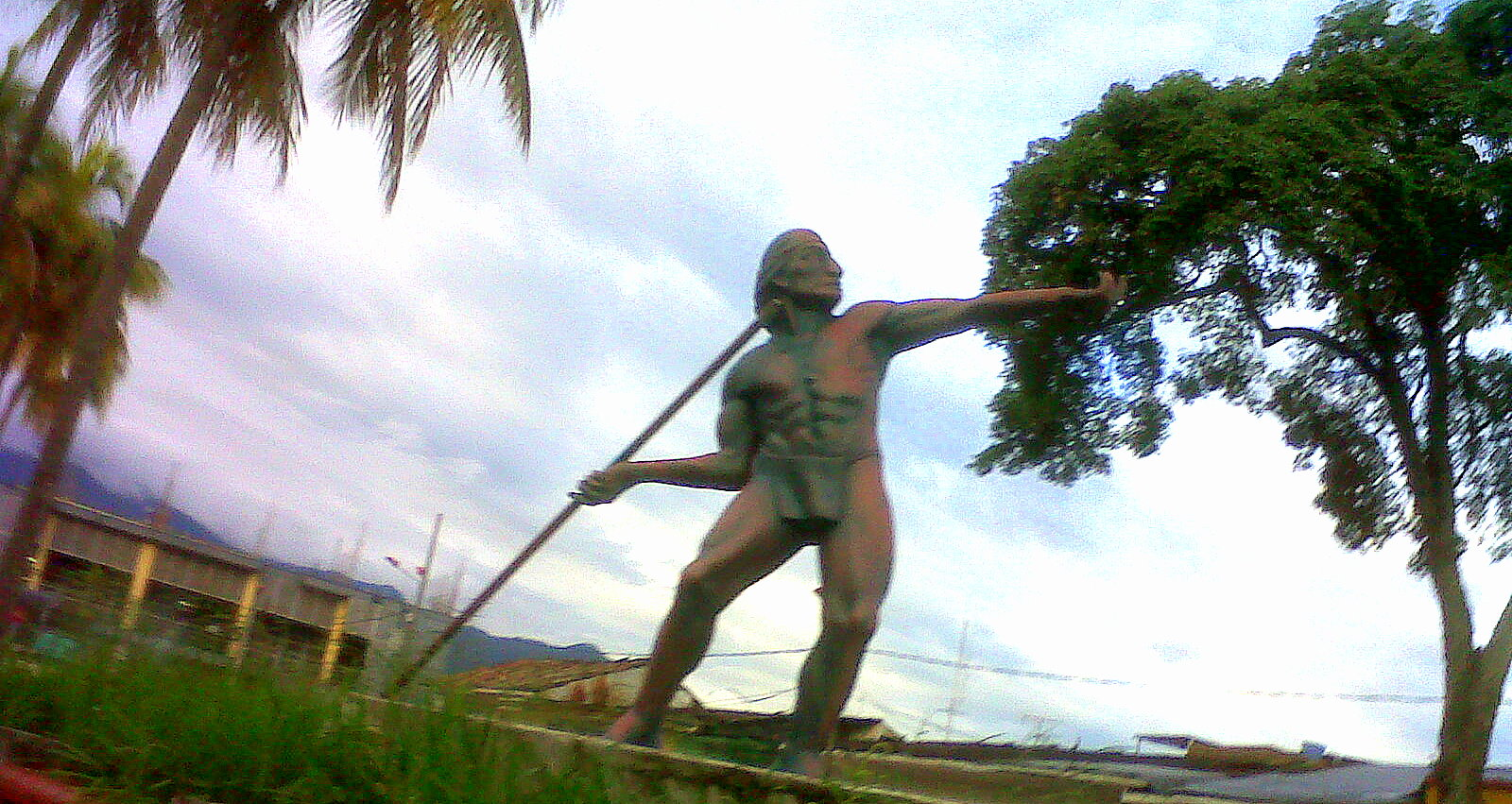
Monumento a los Pijaos en Ibagué.

## Historia
A la llegada de los españoles los pijaos se encontraban divididos en dos federaciones, una en los llanos del alto Magdalena que agrupaba a Coyaima, Natagaima, Guauro y Tamagale y otra en las sierras andinas que agrupaba a las comunidades de la Cordillera Central. La «pacificación» de esta federación de cacicazgos tomó alrededor de ochenta años, en las llamadas «guerras pijaos» que provocó la muerte de gran parte de sus varones, la conversión al catolicismo y el mestizaje.
Las guerras con estas gentes ocurrieron por los derechos sobre los ríos Magdalena, Amoya, Saldaña, Quimbaya y Cauca de Colombia. En Colombia estas etnias consideraron la Estrella fluvial colombiana como un Hito o Guaca en este Macizo Colombiano se encuentra el Parque Arqueológico de San Agustín. El hecho significativo para estas etnias era que en este lugar tienen origen el Río Magdalena y su afluente el Río Cauca, varios afluentes del Río Orinoco, como afluentes del Río Amazonas contando con nacimientos para el Río Caquetá, y nace en esta cordillera el Río Patía que tiene como afluente el Río San Juan y que llevan sus aguas al Océano Pacífico.

### Siglo XX
Como sus resguardos fueron disueltos durante el siglo XIX, los pijaos iniciaron la recuperación de su territorio, bajo el liderazgo del Quintín Lame que en 1914 dirigió un levantamiento indígena en el Cauca y quiso extenderlo al Huila, Tolima y el Valle del Cauca. Se le acusó de construir una república de los indígenas, y fue arrestado.

Manuel Quintín Lame fue conducido a la cárcel de Ortega, donde fue sometido a torturas y malos tratos durante los dos años de su permanencia en prisión.
Marta Herrera Ángel

En agosto de 1921, Quintín Lame fue liberado y se integró al movimiento pijao en el Tolima. En 1924 redactó su libro: El pensamiento del indio que se educó en las selvas colombianas.
Su lucha por la tierra pijao obtuvo frutos en 1938, cuando se decretó la restitución de los resguardos pijaos de Ortega y Chaparral. Sin embargo, la violencia contra los indígenas se agudizó a partir de 1945, culminando con el despojo de casi la totalidad de sus tierras, la desintegración social y cultural, la migración y los desplazamientos masivos de la población indígena. Desde entonces se encuentran pijaos en varias regiones lejanas a su origen, como Mesetas Meta. También por causa del conflicto armado colombiano, a partir de 1964, migraron comunidades de pijaos como la de Yaguará que se trasladó a la selva en los límites de Caquetá y Guaviare.
Las ideas de Quintín Lame renacieron a la sombra de la Asociación Nacional de Usuarios Campesinos, (ANUC), pero solo florecieron con la consolidación del Consejo Regional Indígena del Tolima, CRIT, durante el Primer Congreso Indígena del Tolima, en 1982. El nuevo movimiento, si bien no ha logrado recuperar sino el 20 por ciento de los Resguardos coloniales, sí ha podido lograr que el estado reconozca setenta Resguardos pequeños en 17 municipios, que son la base territorial de los programas de gobierno autónomo, empresa de salud, cultura y educación propia. En el departamento del Huila viven en el resguardo del desierto de la Tatacoa en el municipio de villavieja y los de Caquetá habitan en el municipio de San Vicente del Caguán en los resguardos de Llanos de Yarí y Yaguara II. Sin embargo, durante los últimos años nuevos desplazamientos forzados por la violencia han ocurrido y existe en Bogotá un cabildo de los pijaos desplazados.

## Lengua
El idioma pijao está muy mal documentado, y se conoce solo un puñado de palabras. El idioma está extinto desde los años cincuenta. Gran parte de nuestra información sobre ella procede de Fray Pedro Simón y otros cronistas españoles y de «listas de vocabulario» recogidas en 1943 en el municipio de Ortega por Alicia y Gerardo Reichel-Dolmatoff, así como por Roberto Pineda Giraldo y Milcíades Chaves. Según Simón, los panches hablaban el mismo idioma que los pijaos.
El idioma pijao fue incluido dentro de la familia lingüística Caribe por Paul Rivet; sin embargo, el examen del escaso vocabulario conocido permite rechazar que la lengua de los pijao fuera Caribe. La evidencia lingüística no permite hasta el momento establecer parentescos filogenéticos, pues es insuficiente. El idioma pijao permanece sin clasificar o es caracterizado como lengua aislada.